# Fool in the Rain

Fool In the Rain är en låt av Led Zeppelin på albumet In Through the Out Door från 1979. Låten är skriven av Robert Plant, Jimmy Page och Jones. Låttexten handlar om en man som har stämt träff med en kvinna i ett gatuhörn. Kvinnan dyker inte upp vilket beror på att mannen har stått vid fel gathörn.
Låten spelades aldrig live av gruppen.